# Pardosa bendamira
Pardosa bendamira là một loài nhện trong họ Lycosidae.
Loài này thuộc chi Pardosa. Pardosa bendamira được Carl Friedrich Roewer miêu tả năm 1960.